# Мейегор I Таргариен
Мейегор I Таргариен (другой вариант написания имени — Мейгор) по прозвищу Жестокий — персонаж вымышленного мира, изображённого в серии книг «Песнь Льда и Огня» Джорджа Мартина. Король Вестероса из валирийской династии Таргариенов. Один из главных героев повести «Сыновья Дракона», включённой позже в книгу «Пламя и кровь».

## Биография
Согласно Мартину, Мейегор принадлежал к королевской династии Таргариенов, которая правила в Вестеросе. Он был вторым сыном короля Эйегона I Завоевателя от его старшей сестры-жены Висеньи, младшим единокровным братом Эйениса I.
Мейегор отличался суровым и воинственным нравом, а Эйенис был болезненным и нерешительным; тем не менее именно старший сын занял Железный Трон после смерти отца. Мейегор первое время был верным слугой нового короля в качестве десницы, но позже его изгнали за самовольную женитьбу на Алис Харровей. Когда Эйенис умер от болезни на Драконьем Камне после пяти лет наполненного мятежами правления, Мейегор вернулся в Вестерос и провозгласил себя королём, отстранив от власти трёх племянников. Новый монарх выиграл судебный поединок против представителей Сыновей Воина и объявил войну участникам восстания Святого Воинства. При Мейегоре было завершено начатое Эйгоном Завоевателем строительство Красного Замка, причём всех строителей по приказу короля убили.
Старший племянник Мейегора, принц Эйегон, поднял мятеж, но был убит королём в ходе поединка на драконах, а второй, Джейехерис, некоторое время удерживался в качестве заложника вместе с матерью. Третьего сына короля Эйениса Визериса по приказу Мейегора запытали до смерти с применением чёрной магии.
Главным стремлением Мейегора было произвести на свет наследника. Ради этого он женился много раз, а однажды взял в жёны сразу трёх женщин — Чёрных Невест. Его усилия остались тщетными: только две супруги родили мёртвых и уродливых детей. Позже выяснилось, что их отравила из ревности Тианна из Башни, которая была собственноручно казнена королём. В итоге Мейегор провозгласил наследницей престола дочь своей племянницы Рейны Эйерею.
Своей жестокостью Мейегор настроил против себя всех подданных. Его последний племянник Джейехерис бежал вместе с матерью под защиту лорда Штормового Предела Робара Баратеона и поднял мятеж. Мейегор созвал немногих лояльных лордов в столицу, но погиб при неясных обстоятельствах. Его нашли мёртвым на Железном троне; по одним данным, король был убит троном, по другим, покончил с собой или был убит кем-то из приближённых.

## В книгах и изобразительном искусстве
Мейегор стал, наряду с Эйенисом, одним из центральных персонажей повести Джорджа Мартина «Сыновья Дракона», включённой позже в псевдохронику «Пламя и кровь».
Короля Мейегора изображали на своих рисунках художники-иллюстраторы Майкл Комарк, Магали Вильнёв, Даг Уитли, Марк Симонетти.

## Оценки персонажа
Специалисты считают историческим прототипом Таргариенов датских викингов, завоевавших в IX веке существенную часть Англии, и египетских Птолемеев. Отдельные эпизоды в биографии Мейегора (в частности, его многочисленные браки и стремление получить наследника) могут быть отсылкой к судьбе короля Англии Генриха VIII.